# 下村康正
下村康正（しもむら やすまさ、1925年2月10日 - 2009年8月18日）は、日本の法学者。刑法学者。学位は、法学博士（中央大学）。元司法試験考査委員。中央大学名誉教授。東京都生まれ。

## 来歴
旧制巣鴨中学校卒業。1947年中央大学法学部卒業。恩師は草野豹一郎。1948年中央大学法学部助手。1951年中央大学法学部助教授。1959年中央大学法学部教授。1963年中央大学通信教育部長に就く。1979年中央大学大学院法学研究科長・中央大学評議員に就任。1981年フランス・エクスマルセイユ第3大学客員教授（1982年まで）。1995年中央大学定年退職。同名誉教授。弁護士登録（第一東京弁護士会）。2002年、勲三等瑞宝章受章。
この他、旧司法試験第二次試験考査委員や法務省法制審議会刑事法特別部会幹事、第一東京弁護士会懲戒委員なども務めた。
1962年中央大学法学博士。論文の題は「犯罪理論の研究」。

## 研究領域
- 刑法各論の分野を研究

## 主要著書
- 『刑法演習』（有信堂、1957年初版・1970年改訂版）
- 『犯罪論の基本的思想』（成文堂、正巻1960年/続巻1965年）
- 『刑法各論 法律学30講』（文久書林、1961年）
- 八木國之と共編『刑法各論-重要問題と解説-』<法学演習講座9>（法学書院、1978年）
- 『共謀共同正犯と共犯理論』<法学選書>（学陽書房、1975年初版・1983年増補版）
- 『刑法各論の諸問題』（文久書林、1978年）
- 『刑法各論』<ポイント法律学>（北樹出版、1981年）